# Steve Harris
Steve Harris (* 12. března 1956 Leytonstone, Londýn) je britský baskytarista a hlavní skladatel heavymetalové skupiny Iron Maiden, kterou založil jako teenager roku 1975 a hardrockové skupiny British Lion, kterou založil v roce 2012 jako vedlejší projekt. Pouze on a kytarista Dave Murray se objevili na všech albech skupiny. Na jeho tvorbu měli největší vliv baskytaristi jako Geezer Butler z Black Sabbath, Chris Squire z kapely Yes, John Entwistle z The Who a mnoho dalších.
Jako malý hrál fotbal za West Ham, ale ve svých 17 letech začal hrát na basovou kytaru jako samouk, kdy za 40 liber sehnal Fender Precision Bass. Nyní patří k těm nejlepším basákům heavy metalu.[zdroj?] Je také skladatel a textař skupiny Iron Maiden. Mezi jeho nejlepší skladby patří např. Rime of the Ancient Mariner, ve které si vystřihl jedno z nejlepších sól.[zdroj?] Steve nikdy od kapely neodešel. Po návratu Dickinsona (v roce 1999) znovu začal produkovat a skládat a vznikly z toho nové hity skupiny, jako např. The Wicker Man, Dance of the Death nebo For the Greater Good of God z alba A Matter of Life and Death (2006).
Sám krátce po vydání alba Virtual XI řekl:
| „ | Je zvláštní, jak to funguje. Lidé si myslí, že říkám jen to, co je třeba opravit, ale ve skutečnosti je to jinak. Ano, často přijdeme s nějakými novými písněmi, které jsem napsal sám – protože toto je můj život. Ale vždy se pokouším každého povzbudit, aby také přišel s něčím novým. Bylo by to velmi sobecké, kdybych po celou tu dobu psal všechno jen sám. A mít tu lidi, jako v minulosti Paula Di'Anna a Adriana, to všecko pomohlo dostat skupinu do jiného hudebního směřování a dosáhnout spolu skutečně výborných výsledků. | “ |

V roce 2008 hrál na sólovém albu své dcery Lauren Harris s názvem Calm Before the Storm.
V září 2012 vydal se svým novým vedlejším projektem British Lion první sólové album British Lion.
Je fanouškem anglického fotbalového klubu West Ham United FC.

## Osobní život
Harris navštěvoval Leyton Sixth Form College, kde studoval architekturu. Ve východním Londýně pracoval jako architekt, dokud nebyl propuštěn a přijal práci jako zametač ulic.
V roce 1993 se rozvedl se svou první manželkou psychoterapeutkou Lorraine Jury. Později řekl: "že rozvod byl pro něj pravděpodobně nejtěžší doba, jaké kdy čelil." Změny jeho v osobním životě byly inspirací skladeb pro album The X Factor. S Lorraine má čtyři děti: dcery Lauren, Kerry, Faye a syna George. Lauren je bývalá zpěvačka a vystudovaná herečka, Kerry je asistentka produkce Iron Maiden, Faye je módní spisovatelkou a George je kytarista metalové skupiny The Raven Age.
Žije se svou partnerkou Emmou, s kterou má dvě děti: syna Stanleyho a dceru Maisie.
Od 80. let žil na vesnici Sherring ve Východní Anglii, v současné době žije na Bahamách.

## Vybavení
Harris používá baskytary značky Fender Precision Bass. Používá reproboxy Marshall, zesilovač Orange a jeho signovaný předzesilovač Tech 21.

## Diskografie

#### Iron Maiden
- Iron Maiden (1980)

- Killers (1981)
- The Number of the Beast (1982)

- Piece of Mind (1983)
- Powerslave (1984)
- Somewhere in Time (1986)
- Seventh Son of a Seventh Son (1988)
- No Prayer for the Dying (1990)
- Fear of the Dark (1992)
- The X Factor (1995)
- Virtual XI (1998)
- Brave New World (2000)
- Dance of Death (2003)
- A Matter of Life and Death (2006)
- The Final Frontier (2010)
- The Book of Souls (2015)
- Senjutsu (2021)

#### British Lion
- British Lion (2012)
- The Burning (2020)